# 실뜨기

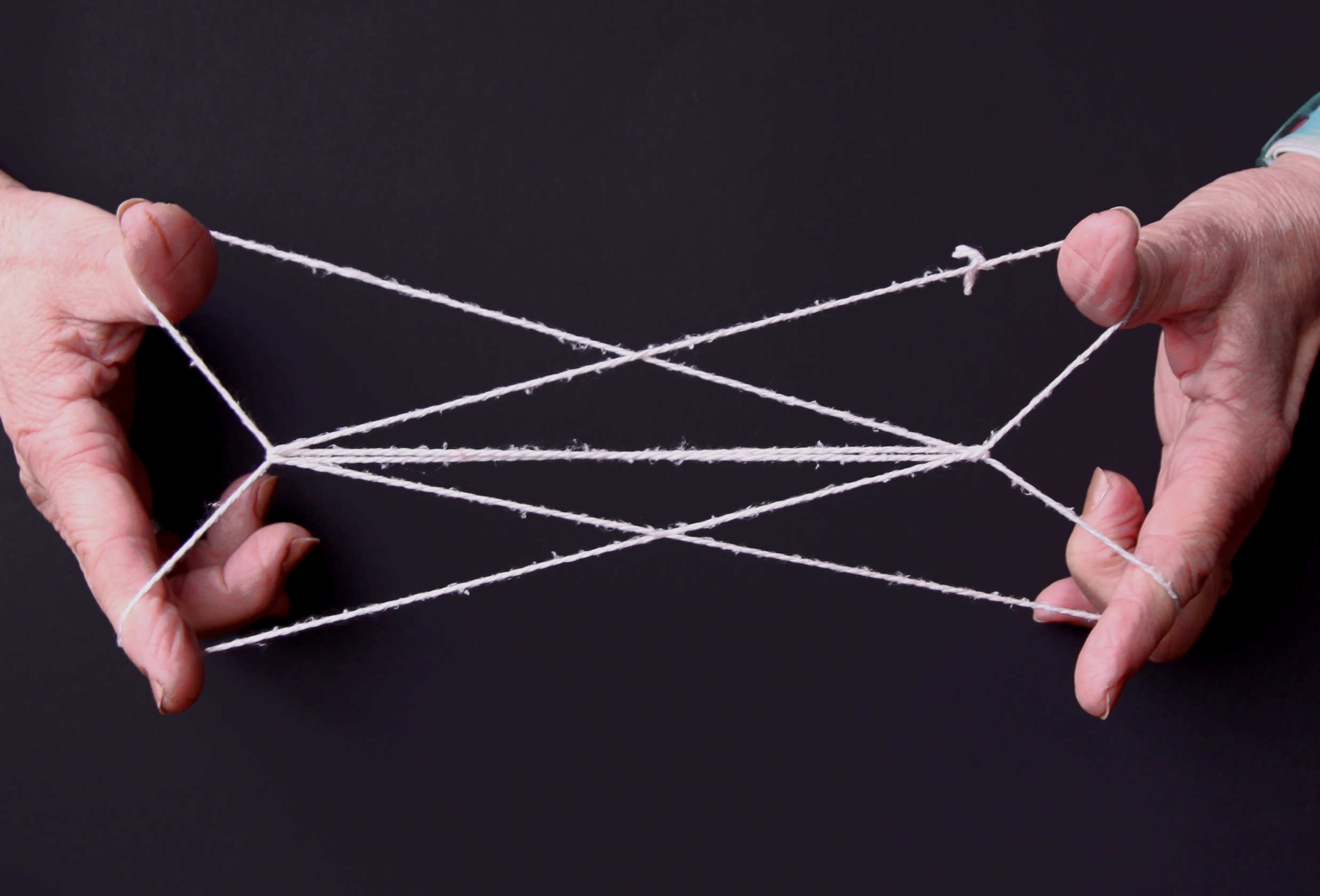

실뜨기는 끝이 이어진 실을 손에 끼워 1명 이상의 사람들이 손가락으로 다양한 모양을 만들어내는 놀이이다. 영어로는 캣츠 크래들(영어: Cat's cradle)이라고 부르며, 최초의 기록은 1768년 에이브러햄 터커의 The light of nature pursued라는 작품이다. 오늘날까지 기록된 실뜨기 방법만 2500가지가 넘는다. 손을 섬세하게 움직이는 덕분에 두뇌 발달에 좋다고 한다.
아프리카, 동아시아, 태평양제도, 오스트레일리아, 아메리카, 북극 등 세계의 원주민 문화에서도 비슷한 놀이가 발견되었다.

## 세계 기록
제네바 훌테니우스(영어: Geneva Hultenius), 마리안 디보나(영어: Maryann Divona, 리타 디보나(영어: Rita Divona)는 1974년 8월 17일부터 18일, 캘리포니아주 출라비스타에서 21시간 안에 21,200번 다른 모양으로 바꾸어 세계 기록을 달성했다.
1976년 8월 25일, 캐나다 앨버타 캘거리 마켓 몰에서 21시간 안에 22,700번 다른 모양으로 바꾸어 세계 기록을 갈았다.